# 당신을 주문합니다
《당신을 주문합니다》는 2015년 7월 6일부터 7월 30일까지 SBS 플러스에서 방영된 드라마이다.

## 등장인물

### 주요 인물
- 정윤호 : 여국대 역
- 김가은 : 박송아 역

### 앙드 커뮤니케이션
- 장승조 : 케빈 역
- 정이랑 : 오덕희 역
- 노영국 : 회사 대표 역 (특별출연)

### 플아다
- 백종원 : 한비룡 역
- 조윤우 : 남수리 역

### 그외 인물들
- 구재이 : 아다화 역
- 윤홍빈 : 박송주 역
- 박준금 : 여국대 모 역 (특별출연)
- 최지연 (특별출연)
- 민정섭 : 민대리 역
- 이효제
- 김하연